# Рамљане (Бискупија)
Рамљане су насељено мјесто у Далмацији, у општини Бискупија, Шибенско-книнска жупанија, Република Хрватска. Према прелиминарним подацима са последњег пописа 2021. године у месту је живело 117 становника.

## Географија
Налазе се 7 км јужно од Книна. Рамљане почиње на обронцима планине Промине на западу и пружа се до реке Косовчице на истоку, села Врбник на северу и села Уздоље на југу.

## Историја
До територијалне реорганизације у Хрватској насеље се налазило у саставу бивше велике општине Книн. Рамљане се од распада Југославије до августа 1995. године налазило у Републици Српској Крајини. Током хрватске војне акције „Олуја“ 1995. године, готово цјелокупно становништво је напустило Рамљане.
У „Олуји“, Хрватска војска је уништила 90% кућа на Рамљанима а већина тих кућа и дан данас није обновљена. Најгоре су прошли зесеоци Крстановић и Вученовић где је уништена готово свака кућа. У засеоцима Вученовић, Крстановић, Вујаковић, Матијевић, Лазић, Ћосић, Удовичић више нико не живи.

## Становништво
Према попису становништва из 2001. године, Рамљане је имало 124 становника. Рамљане је према попису из 2011. године имало 118 становника. У Рамљанима су све породице биле православне вјере.
| Националност       | 1991. | 1981. | 1971. | 1961. |
| Срби               | 559   | 561   | 665   | 751   |
| Југословени        | 5     | 23    |       |       |
| Хрвати             | 2     | 3     | 2     | 8     |
| Словенци           |       | 1     |       |       |
| остали и непознато | 3     |       | 3     | 2     |
| Укупно             | 569   | 588   | 670   | 761   |

| Демографија | Демографија | Демографија |
| Година      | Становника  | Становника  |
| ----------- | ----------- | ----------- |
| 1961.       | 761         |             |
| 1971.       | 670         |             |
| 1981.       | 588         |             |
| 1991.       | 569         |             |
| 2001.       | 124         |             |
| 2011.       |             | 118         |

## Попис 1991.
На попису становништва 1991. године, насељено место Рамљане је имало 569 становника, следећег националног састава:
| Попис 1991.‍  | Попис 1991.‍  | Попис 1991.‍ | Попис 1991.‍ | Попис 1991.‍ |
| ------------ | ------------ | ----------- | ----------- | ----------- |
|              |              |             |             |             |
| Срби         | Срби         |             | 559         | 98,24%      |
| Југословени  | Југословени  |             | 5           | 0,87%       |
| Хрвати       | Хрвати       |             | 2           | 0,35%       |
| неопредељени | неопредељени |             | 1           | 0,17%       |
| непознато    | непознато    |             | 2           | 0,35%       |
| укупно: 569  |              |             |             |             |

## Презимена
Презимена из Рамљана су:
| - Бачко – Православци, славе Св. Архангела Михајла - Верић – Православци, славе Св. Николу - Вујаковић – Православци, славе Св. Николу - Вујко – Православци, славе Св. Георгија - Вученовић – Православци, славе Св. Николу - Гркинић – Православци, славе Св. Николу - Добрић – Православци, славе Св. Николу - Ђурђевић – Православци, славе Св. Николу - Крстановић – Православци, славе Св. Георгија | - Купрешанин – Православци, славе Св. Николу - Лазић – Православци, славе Св. Стевaна - Лешо – Православци, славе Св. Николу - Маринчић – Православци, славе Св. Стевaна - Матијевић – Православци, славе Св. Јована - Медић – Православци, славе Св. Стевaна - Плејo – Православци, славе Св. Стевaна - Ћосић – Православци, славе Св. Стевaна - Удовичић – Православци, славе Св. Стевaна |